# Marthe Crick-Kuntziger
Marthe Crick-Kuntziger (née à Liège le 2 avril 1891 et décédée à Bruxelles le 30 mai 1963) est une conservatrice de musée belge. Elle travaille aux musées royaux d'Art et d'Histoire de Bruxelles où elle devient une spécialiste reconnue des tapisseries. Elle est l'autrice d'une centaine de publications dans ce domaine.
Marthe Crick-Kuntziger est titulaire d'un doctorat en histoire de l'art et archéologie de l'Université de Liège en 1919, à une époque où encore peu de femmes accèdent aux études universitaires. 

## Biographie

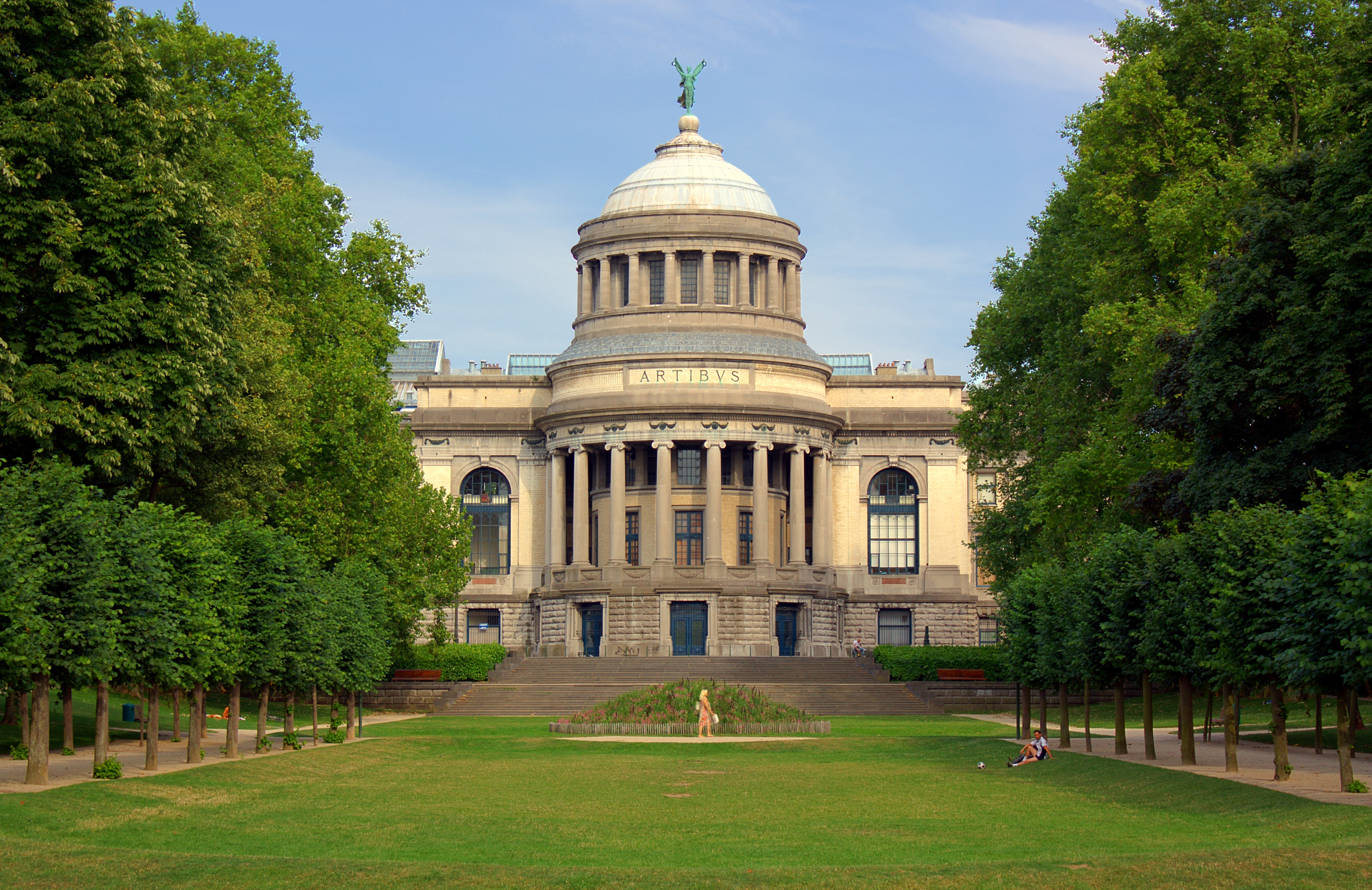
Musées royaux d'Art et d'Histoire

Marthe Crick-Kuntzinger est née à Liège le 2 avril 1891. Elle étudie l'histoire de l'art et l'archéologie à l'Université de Liège avec Marcel Laurent. Bien que l'Université de Liège ait été une des premières de Belgique à accueillir le femmes, en 1890, les conditions d'accès sont restrictives. Elle obtient un doctorat avec une thèse sur l'Art roman dans la vallée de la Meuse. 
Elle réalise ensuite des catalogues des dessins (1919) et des gravures (1920) dans les collections de la ville de Liège et publie, en 1920, une monographie sur les dessins de Lambert Lombard, un artiste liégeois de la Renaissance. 
En 1921, elle travaille au sein des musées royaux d'Art et d'Histoire de Bruxelles, où elle se consacre essentiellement à la collection de tapisseries. Elle en devient une experte reconnue et obtient le poste de conservatrice adjointe en 1931 puis succède à Marcel Laurent comme conservatrice du département des arts décoratifs anciens en 1936 . 
En 1929, elle lance la publication du « Bulletin des Musées Royaux d'Art et d'Histoire». En 1930, elle participe au Congrès international d'histoire de l'art à Bruxelles et, en 1935, elle contribue avec succès à la présentation de la collection du musée dans l'exposition Cinq siècles d'Art dans le cadre de l'Exposition universelle,.  
Elle est aussi active à partir de 1937 au sein de l'Académie royale d'archéologie de Belgique, et dans la Société royale d'archéologie de Bruxelles, qu'elle préside à partir de 1949.  Elle est présidente d'honneur du Centre interuniversitaire d'histoire de la tapisserie flamande, fondée et dirigée par Jozef Duverger à Gand.  

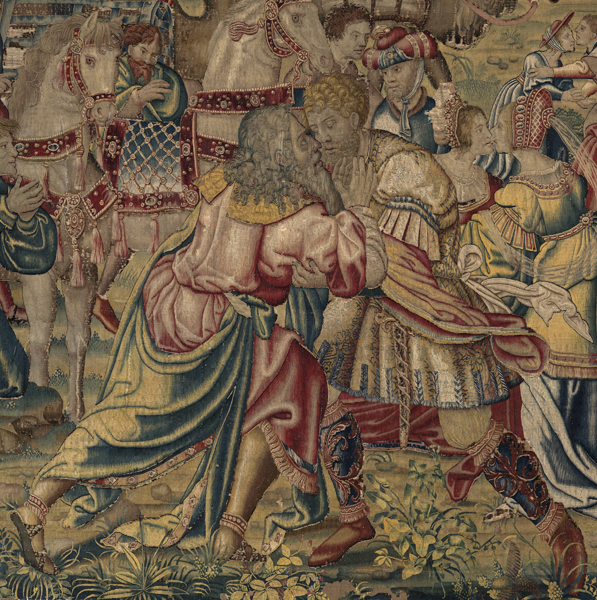
Les retrouvailles de Joseph et Jacob, tapisserie de Bruxelles d'après un carton de Bernard Van Orley, ca 1554, cathédrale Notre-Dame à Tournai.

Marthe Crick-Kuntziger est l'autrice de plus d'une centaine de publications. Son œuvre la plus importante est le Catalogue des Tapisseries (XIVe au XVIIIe siècle). Marthe Crick-Kuntziger s'intéresse particulièrement aux tapisseries de Bruxelles, mais elle décrit également la production de tapisserie d'Anvers, les tapisseries du Palais des princes-évêques de Liège, celles d' Oudenaarde, d' Enghien, de Bruges et de Tournai .En 1938, elle contribue à L'Art en Belgique, édité par Paul Fierens et réédité en 1945 et 1956, dans lequel figurent trois essais sur la tapisserie belge, du XIVe au XVIIIe siècle.
En 1954, l'Académie royale d'archéologie de Belgique publie son étude sur une série de dix tapisseries, récemment acquises par le musée, représentant l'histoire biblique de Jacob : La Tenture de l'Histoire de Jacob d'après Bernard van Orley.
Elle prend sa retraite en 1956 mais préside encore, en 1959, la conférence internationale sur la tapisserie aux XVIIe et XVIIIe siècles, sous les auspices de l'Académie royale flamande de Belgique pour les sciences et les arts. Sa contribution à cette conférence porte sur les tapisseries bruxelloises représentant les Métamorphoses d'Ovide. 
À ce moment-là, elle est déjà malade et décède quelques années plus tard, à Bruxelles, le 30 mai 1963.
Le 16 août 1928, interrogée par le quotidien « La Dernière Heure » sur « l'afflux » de femmes dans les professions du secteur des arts, elle déclare considérer « l'accession des jeunes femmes talentueuses aux carrières artistiques » et« l'élimination des jeunes hommes sans talent » comme « la restauration de l'équilibre et le triomphe de la logique ».

## Distinction
L'Académie royale des sciences, des lettres et des arts de Belgique lui décerne le prix Edmond Marchal pour la période 1933-1937.

## Publications (sélection)

### Ouvrages
- Paul Fierens, Marthe Crick-Kuntziger et autres, L'art en Belgique Du Moyen Âge à Nos Jours, 3e éd., Bruxelles: La Renaissance Du Livre, 1950.
- A propos d'une tapisserie bruxelloise de l'histoire de Gombaut et de Macée, Bruxelles, Ballieu, 1939
- La Cène de Léonard de Vinci et la tapisserie "belge" aux armes de François Ier, Bruxelles, Ballieu, 1952
- Marques et signatures de tapissiers bruxellois, Bruxelles, Ballieu, 1936
- Note sur les tapisseries de l'Histoire d'Alexandre du Palais Doria, Bruxelles, Institut historique belge de Rome, 1938
- Tapisseries bruxelloises de l'histoire de Cérès et de Proserpine, Bruxelles, 1938
- La Tenture de l'histoire de Jacob d'après Bernard Van Orley, Académie royale d'archéologie de Belgique, 1954

### Articles
- L'Auteur Des Cartons De" Vertumne Et Pomone ", Oud-Holland 44, n ° 1, 1927, p. 159-73.
- L'Enfant Jésus et la grappe mystique, In : "Secours d'hiver : Noël 1942", Bruxelles, Lesigne, 1942, p. 27-29
- A Fragment of Guillaume De Hellande's Tapestries, Burlington Magazine for Connoisseurs 45, n ° 260 1924, p. 225-31, Lire en ligne
- La Nativité dans les tapisseries bruxelloises, in Secours d'hiver : Noël 1941, Bruxelles, Lesigne, 1941, p. 17-22
- Note sur une tenture inédite de l'histoire de Phaéton, Bruxelles, Académie royale de Belgique, 1951
- Recherches sur les tapisseries brugeoises des "Arts libéraux", Annales de la Société royale d'Archéologie de Bruxelles, tome XLV, 1941, p. 141-153
- La Tapisserie bruxelloise au XVe siècle, Bruxelles, Editions de la Librairie encyclopédique, 1953
- Tapisseries inédites à la vue de Bruxelles, Anvers, Imprimeries Générales Lloyd Anversois, 1953
- The Tapestries in the Palace of Liege, Burlington Magazine for Connoisseurs 50, no. 289, 1927, p. 172-83
- La Tenture de l'histoire de Romulus d'Antoine Leyniers, Bruxelles, Vromant, 1948
- Une curieuse tapisserie de la suite bruxelloise de Tristan et Iseult, Bruxelles, Editions de la connaissance, 1949
- Une peinture énigmatique, Genava 6, 1928, p. 92 Lire en ligne.
- Une tapisserie Bruxelloise de l'histoire de Noé, Bruxelles, Vromant, 1947